# Richmond Olympic Oval
Das Richmond Olympic Oval, auch Richmond Oval ist eine Eissporthalle in der kanadischen Stadt Richmond, Provinz British Columbia. In der rund 15 Kilometer vom Zentrum Vancouvers entfernten Halle fanden u. a. die Eisschnelllauf-Wettbewerbe der Olympischen Winterspiele 2010 statt. Außerhalb der Halle befindet sich der von der Künstlerin Janet Echelman entworfene Water Sky Garden.

## Geschichte
Die Grundsteinlegung des Richmond Ovals, welches der Architekt Bob Johnston von Cannon Design entwarf, erfolgte am 17. November 2006. Die Halle mit ihren Außenmaßen von ca. 200 mal 114 Metern ist die größte freitragende Zedernholzhalle der Welt. Fertiggestellt wurde der Bau im Dezember 2008, die offizielle Eröffnung fand am 12. Dezember 2008 statt.
Nach den Olympischen Spielen wurde die Halle zu einer Multifunktionsarena umgebaut, wobei die olympischen Eislaufbahnen für internationale Wettbewerbe erhalten blieben und durch eine Bodenabdeckung geschützt wurden.

## Galerie

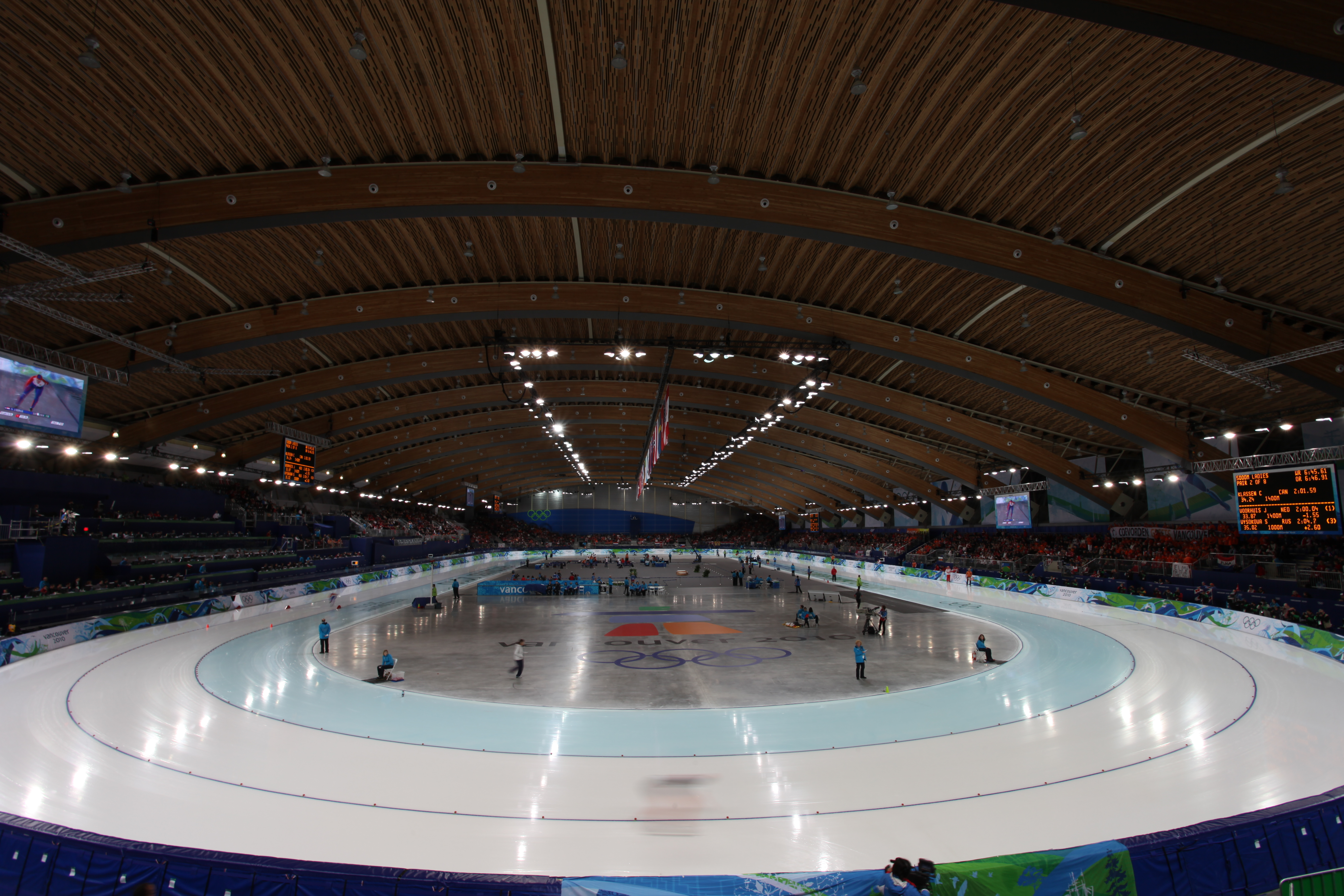
Das Innere des Richmond Oval bei den Olympischen Winterspielen 2010
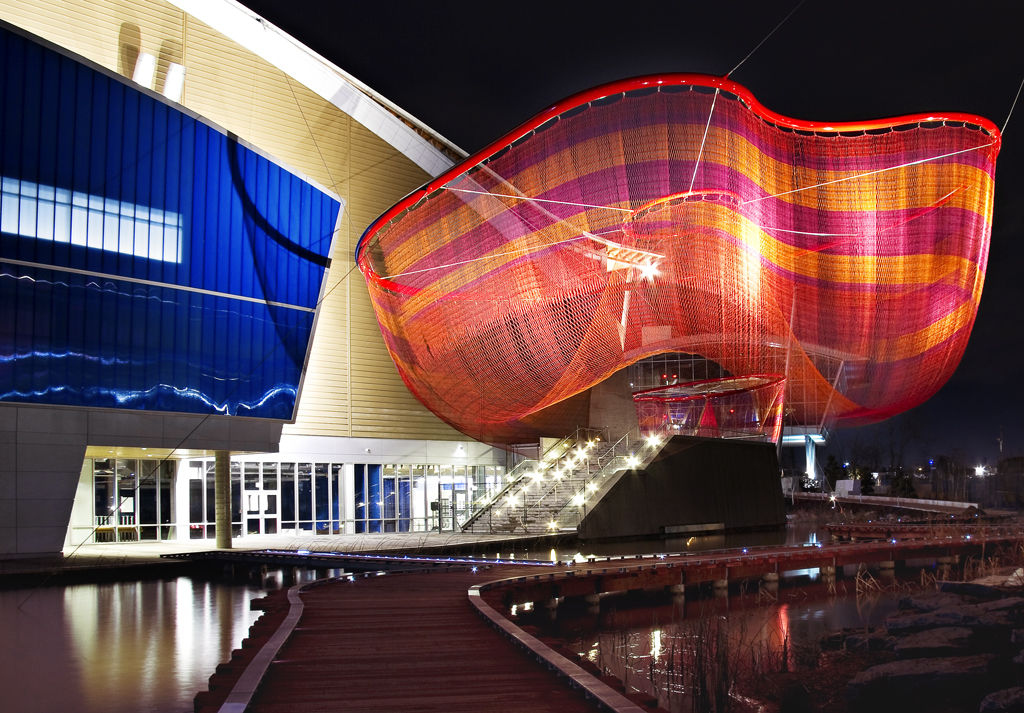
Water Sky Garden